# Eriosema benthamianum
Eriosema benthamianum är en ärtväxtart som beskrevs av George Bentham. Eriosema benthamianum ingår i släktet Eriosema och familjen ärtväxter. Inga underarter finns listade i Catalogue of Life.